# 쯔엉떤상
쯔엉떤상(베트남어: Trương Tấn Sang, 1949년 1월 21일~ )은 베트남의 정치인으로, 2011년 7월 25일부터 2016년 4월 2일까지 베트남 사회주의 공화국의 국가 주석과 베트남 공산당 정치국원을 역임하였다.

## 어린 시절과 경력
쯔엉떤상 은 1949년 1월 21일, 베트남 롱안성 득호아현 에서 태어났다.
1966년, 쯔엉떤상은 혁명에 참여하였다. 1966년부터 1969년까지 그는 PK 2 청년학생운동의 지도자였다. 1969년부터 1971년까지는 롱안성 득호아현에서 비밀 게릴라 조직을 담당하면서 당위원회 위원이자 청년동맹 서기로 활동하였다. 그는 1969년 12월 20일 베트남 공산당에 입당하였다. 1971년 그는 남베트남 정부에 의해 체포되어 푸꾸옥 섬의 감옥에 수감되었으며, 1973년 파리 평화 협정에 따라 석방되었다.
이후 그는 1990년 베트남 국립행정학원 에서 법학 학사 학위를 취득하였다.

## 베트남 국가주석 (2011–2016)

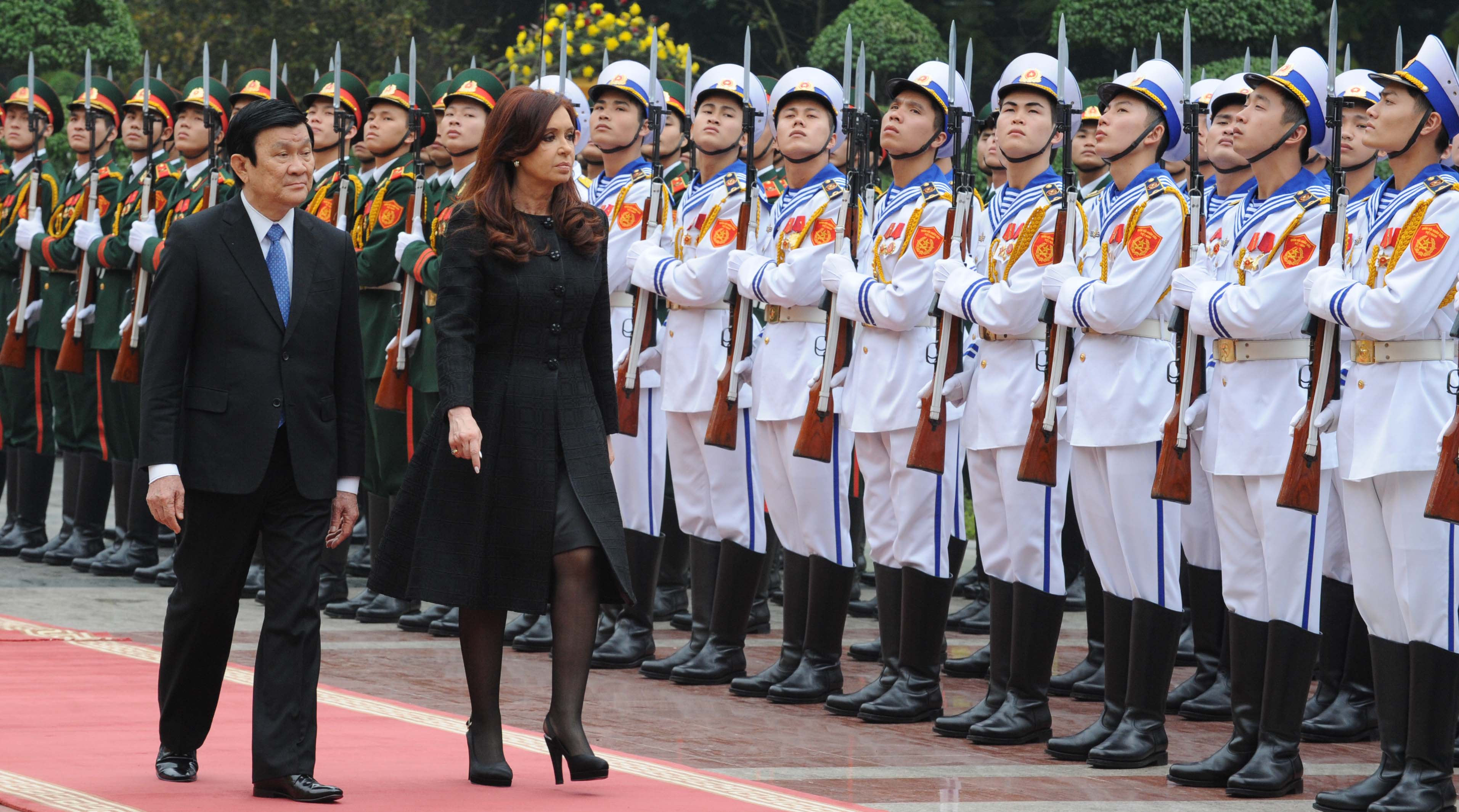
트엉떤상과 아르헨티나의 대통령 크리스티나 페르난데스

베트남 국회는 2011년 7월 25일 트엉떤상을 국가주석으로 선출하였으며, 득표율은 97.4%였다. 그의 임기는 5년이다. 트엉 주석은 국회에서 베트남의 독립과 영토 보전을 수호하고, 중국과의 스프래틀리 군도 분쟁을 평화적으로 해결하겠다고 밝혔다. 그는 또한 베트남을 2020년까지 산업화·현대화된 국가로 발전시키기 위한 기반을 마련하겠다고 강조하였다.
당 규정에 따르면 국가주석은 당 서기처의 관할 아래 있으며, 그 직책은 의례적인 성격이 강하다. 트엉 주석의 실질적인 권한은 정치국 상임위원이자 서기처 제2위의 고위 간부로서의 지위에서 비롯된다.
2013년 7월 25일, 트엉 주석은 미국 워싱턴 D.C.에서 버락 오바마 대통령과 회담을 갖고 양국 간의 무역 및 협력 방안을 논의하였다.
그는 2016년 4월 2일에 사무실을 떠났습니다. 그의 후계자는 쩐다이꽝이다.

## 같이 보기
- 베트남의 주석